# Björn Jónsson
Björn Jónsson, född 8 oktober 1846 i Djúpadalur, död 24 november 1912, var Islands statsminister från 31 mars 1909 till 14 mars 1911. Hans son Sveinn Björnsson blev Islands förste president.

## Biografi
Efter att ha blivit student vid Reykjaviks latinskola 1869 studerade Björn juridik vid Köpenhamns universitet 1869–1874 samt 1878–1883, dock utan att avlägga någon examen. Han blev 1874 redaktör för det nystartade bladet "Ísafold" i Reykjavik, som han 1878 lämnade för att 1883 ånyo överta och fortfara att utge till 1909, då han överlät det åt sin son Ólafur Björnsson. Han var ledamot av alltinget och blev av dess majoritet efter Hannes Hafsteins fall våren 1909 designerad till minister för Island och utnämndes kort därpå av kungen. Han avgick från denna post 1911.
Björn tillhörde det parti, som ömsevis kallade sig "högern", "framstegsflocken", "folkväldesflocken" och "självständighetsflocken" samt växlade program lika ofta som namn. Hans tidning förde länge ett ilsket språk mot Danmark, och han deltog under mötet på Þingvellir 1907 i folkväldesflockens beslut att arbeta på Islands lösslitning från Danmark, om ej föreningen mellan de båda länderna kunde inskränkas till en personalunion. Som ministerkandidat lovade han sitt parti att i händelse av utnämning verka för genomförande av programmet: Islands suveränitet och personalunion med Danmark. Till danske konseljpresidenten avgav han ett löfte att arbeta på god sämja mellan de båda länderna på grundvalen av status quo samt att kämpa emot alla lösslitningssträvanden; men kort därefter förklarade "Ísafold", att "självständighetsflocken" ännu, "om ock som en ansvarstung nödfallsutväg, den ingen för närvarande vill välja, fasthåller skilsmässoplanerna, i fall suveränitetskravet ej uppfylles". Under hans medverkan antog 1909 års allting genomgripande ändringar i det dansk-isländska unionslagförslaget av 1908, som alla gick ut på att lagfästa Island som suveränt rike i personalunion med Danmark. 
Björn var en ivrig förkämpe för nykterhetssaken och utverkade som minister kunglig sanktion på det av 1909 års allting godkända lagförslaget om absolut rusdrycksförbud på Island. Han var även förespråkare av kvinnlig rösträtt. I egenskap av spiritist gjorde han, särskilt genom "Ísafold", mycket för andetrons utbredning på Island. Han har stor andel i utarbetandet av Jónas Jónassons Ný dönsk orðabók með íslenzkum þýðingum (1896).